# いのちの食べかた
『いのちの食べかた』（独: Unser täglich Brot、英: Our Daily Bread）は、2005年のドイツ映画。食べ物の大規模・大量生産の現場を描いたドキュメンタリー映画。ナレーションやインタビュー、BGMなどを入れず、生産現場とそこで働く人々を映し出すのみの映画である。

## スタッフ
- 監督・撮影 - ニコラウス・ゲイハルター
- 編集 - ヴォルフガング・ヴィダーホーファー
- 録音・整音 - ステファン・ホルツァー、アンドレアス・ハンザ 他
- 調査 - デイヴィッド・バーネット

## 登場する生産現場
- トマト
- キャベツ
- キュウリ
- リンゴ
- アーモンド
- パプリカ
- ホワイトアスパラガス
- ヒマワリ
- 岩塩
- サケ
- 鶏卵
- 鶏肉
- 豚肉
- 豚の種付け
- 乳牛
- 牛肉
- 牛の種付け
- 牛の出産（帝王切開）

## 公開
2005年11月28日にアムステルダム国際ドキュメンタリー映画祭にて上映された。その後、2006年4月21日にオーストリアで公開され、2006年11月23日にはアメリカでも公開された。ドイツでは2007年1月18日に公開された。
日本では2007年11月10日に渋谷シアター・イメージフォーラムにて公開され、同館で2008年7月25日までのロングランとなった。また、全国でも順次公開された。

## 受賞
受賞

2005年
- アムステルダム国際ドキュメンタリー映画祭（en:International Documentary Film Festival Amsterdam） - 特別審査員賞

2006年
- ビジョン・ドゥ・リール（en:Visions du réel、スイス・ニヨン） - 特別ジョン・テンプルトン賞
- Hot Docsカナダ国際ドキュメンタリー映画祭（en:Hot Docs Canadian International Documentary Festival、トロント） - 特別審査員賞
- アテネ国際環境映画祭 - 最優秀作品賞
- イフラヴァ国際ドキュメンタリー映画祭 - 特別審査員賞
- モントリオール国際ドキュメンタリー映画祭 - エコ・カメラ賞
- パリ国際環境映画祭 - グランプリ
- メキシコシティ国際現代映画祭（en:FICCO） - 特別審査員賞

2007年
- アッシュランド・インディペンデント映画祭（en:Ashland Independent Film Festival、アメリカ・オレゴン州） - 最優秀長編ドキュメンタリー賞

2009年
- 映画館大賞「映画館スタッフが選ぶ、2008年に最もスクリーンで輝いた映画」第39位

ノミネート

2006年
- 第19回ヨーロッパ映画賞 - 最優秀ドキュメンタリー賞